# Людвиг фон Кведен
Людвиг фон Кведен (нем. Ludwig von Queden) — вице-ландмейстер Тевтонского ордена в Пруссии (1249—1252). 

## Биография
Став вице-ландмейстером Ордена в Пруссии, в 1250 году разделил епископат Помезанский на три взаимосвязанные части: южную, охватывающую территории Резин и Презла с городом Мариенвердер; северную — по реке Ногате и озеру Друзин, куда относился Христбург и восточную. Епископу Эрнесту (бывшему тогда епископом Помезанским) в соответствии с этим распоряжением стала принадлежать северная часть. Границы епископства были уточнены в 1294 году в договоре, заключённом между магистром Майнхардом фон Кверфуртом и епископом Генрихом.